# 金樹仁
金樹仁（1879年—1941年9月12日），字德庵，漢族，甘肅省河州永靖县金家嘴（今临夏回族自治州永靖县）人，中華民國國民政府時期新疆省政治、軍事領導人，民國軍閥之一。

## 生平

### 早年
金樹仁於1879年生於甘肅省。父金声清，一生亦农亦商；母鲁氏，生五男二女，金树仁为其长子。家族世代无有显者。金树仁幼年聪慧，光绪十八年（1892年）中秀才，此时年仅十二岁。四年后，云南人杨增新任河州知州，金受其器重。光绪二十七年（1901年），杨调任甘肃学政兼高等学堂监督，金树仁追随杨增新到省城，入甘肃文高等学堂。毕业后，又入法政学堂。完成学业后，金树仁先后任龙泉书院、凤林书院院长。宣统元年（1909年），金树仁参加科考，举为孝廉方正，同年又应己酉科试，考取拔贡。

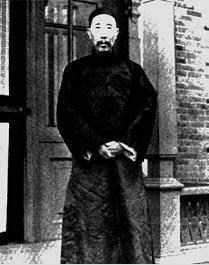
金樹仁像

1911年辛亥革命后，中华民国第一届国会选举，金树仁当选议会议员、众议院议员。

### 入疆
杨增新主政新疆省之后，金树仁于1915年到杨任下，任书记官兼科员。第二年六月，参加全省县长考试，以甲等成绩分发任阿克苏县县长。其后十余年，金树仁皆在新疆基层历练。1926年，因政绩显著，升任新疆省公署政务厅厅长。 

### 主政新疆
1928年7月7日，楊增新遭軍務廳長樊耀南刺殺身亡後，掌握軍隊的金樹仁當日隨即出兵討伐樊耀南並逮捕殺之，同年11月17日，國民政府正式任命金樹仁為新疆省主席。
金樹仁管理新疆期間，政府官員多用漢人及其親信，施政及管理上也一反楊增新的懷柔作風，處處對穆斯林實施嚴格的控管，尤其是開徵「屠畜稅」以及禁止麥加朝覲，最受穆斯林的強烈反抗。
此外，金樹仁亦實施改土歸流，廢止了哈密自清朝以來即施行的土司制度，終於引起穆斯林的反抗。1931年，哈密地區的穆斯林首先起兵反抗，並推舉和加尼牙孜為領導，史稱哈密暴動。同時在馬仲英的介入下，吐魯番與和闐也相繼發生穆斯林的反抗活動。
在接連不斷的戰亂烽火中，反對金樹仁的人越來越多。1933年4月12日，新疆省參謀處長陳中、迪化城防指揮官白受之、航空學校校長李笑天、迪化縣長陶明樾等人，聯合自東北撤退來的東北抗日義勇軍殘部（首領鄭潤成），以及自蘇聯流亡來的白俄歸化軍（首領巴品古特），共同發動了軍事政變，佔領了首府迪化，並推教育廳長劉文龍為臨時省主席。
金樹仁試圖舉兵反攻，卻因盛世才的叛變，加上伊犁屯墾使張培元坐觀成敗，而敗走塔城。同年4月24日，金樹仁宣布下野，隨即逃往蘇聯，經由西伯利亞回到國民政府所在地南京。

### 结局
1935年10月，金树仁至南昌晋谒蒋介石，继而赴南京国民政府述职。行政院秘书长褚民谊唆使他人控告金树仁，以金擅自与苏联订立通商协定判罪。甘肃、宁夏、青海等地的军政要员及官绅民众，得悉金树仁被羁，均表示声援金树仁。同年10月10日，国民政府主席林森宣布：“金树仁与苏联政府订立临时通商协定，是为维护地方，因以获罪，应予特赦。”1935年，金树仁返回甘肅蘭州。1941年9月12日，金树仁去世，归葬于永靖县。